# Notoddens kommun
Notoddens kommun (norska: Notodden kommune) är en kommun i Telemark fylke i södra Norge. Kommunens centralort är staden Notodden.

## Administrativ historik
Notoddens stad avskiljdes från dåvarande Heddals kommun 1913. Den återförenades med Heddals kommun 1964, samtidigt som huvuddelen av Gransherads kommun och en mindre del av Hovins kommun tillfördes kommunen. 
2020 fick kommunen dagens gränser genom att området kring Hjuksebø i Sauherads kommun tillfördes.

## Tätorter
I Notoddens  kommun finns tre tätorter:
- Hjukse
- Notodden (centralort)
- Yli

## Socknar
Inom Norska kyrkan är Notoddens kommun indelad i fyra socknar:
- Gransherads socken
- Heddals socken
- Lisleherads socken
- Notoddens socken

Socknarna ingår i Øvre Telemarks prosteri i Agder og Telemarks stift.